# Хадсон, Эдвард
Э́двард Ке́рни Ха́дсон (англ. Edward Kearney Hudson; январь 1887 — январь 1945), также известный как Тед Ха́дсон (англ. Ted Hudson) — английский футболист, защитник.

## Биография
Уроженец Болтона, Эдвард Хадсон начал футбольную карьеру в любительском клубе «Уокден Сентрал». В январе 1912 года перешёл в "Манчестер Юнайтед"за 75 фунтов. Первое время выступал за резервную команду. В основном составе дебютировал 24 января 1914 года в матче против «Олдем Атлетик» на стадионе «Баундари Парк». Всего в сезоне 1913/14 провёл за «Юнайтед» 9 матчей в лиге. В следующем сезоне появлялся в основном составе только 2 раза. Затем официальные турниры в Англии были приостановлены в связи с войной.
В декабре 1915 года Хадсон был включён в число резеристов Британской армии. После этого работал мясником. 23 мая 1916 года артиллерист Хадсон под номером 85570 был призван на службу в Королевскую артиллерию (Royal Garrison Artillery) в Госпорт.
12 ноября 1916 года Хадсон был направлен в 25-ю противовоздушную бригаду в Галифакс. Там он заболел гриппом и был направлен в военный госпиталь Галифакса 27 января 1917 года. Выписан из госпиталя 7 февраля, после чего направился в 28-ю противовоздушную бригаду в Селби, а затем в 56-ю бригаду. 3 сентября 1919 года был демобилизован и зачислен в запас.
После окончания войны вернулся в «Юнайтед», но в официальных матчах участия не принимал. В августе 1919 года был продан в «Стокпорт Каунти». Провёл за «шляпников» 11 матчей в сезоне 1919/20.
Летом 1920 года перешёл в валлийский клуб «Абердэр Атлетик», где и завершил карьеру.
Умер в январе 1945 года.